# Dinghui si
Dinghui si (chiń. 定慧寺; pinyin: Dìnghuì sì lub Dinghuichan si) – klasztor buddyjski należący do szkoły caodong tradycji buddyzmu chan. Znany jest także jako Jiaoshan.

## Historia klasztoru
Klasztor został wybudowany w 591 r. w czasie panowania dynastii Sui na wzgórzu Jiaoshan. Według tekstu Xugao sengzhuan Daoxuana powstałego w okresie dynastii Tang, cesarz Yang przewodził zgromadzeniu tysięcy mnichów w Yangzhou. W czasie tego spotkania przechodził tamtędy założyciel szkoły tiantai Zhiyi, który postanowił wybudować w Rugao świątynię. Aby postawić klasztor wyburzono okoliczne domy. W tym samym czasie wybudowano także pagodę. Oryginalna nazwa klasztoru to Puji. Gdy w okresie Song został przejęty przez tradycję buddyzmu chan i nosił nazwę Pujichan si. W okresie dynastii Yuan nazwa została zmieniona na Jiaoshan si, jednak po wizycie cesarza Kangxi zmieniono ponownie nazwę na Dinghui.
W czasie panowania dynastii Song klasztor został poważnie zniszczony w czasie wojen. W okresie panowania cesarza Jiajinga (chiń. 嘉靖, pan. 1521-1567) z dynastii Ming rząd Yangzhou przeznaczył 46410 taeli dla miasta Rugao w celu naprawienia całego miasta po częstych atakach wokou („japońskich” piratów). Podczas panowania cesarza Wanli (chiń. 萬曆, pan. 1572-1620) klasztor został całkowicie odbudowany i dodano budynek biblioteki.
Klasztor należał do centrów ordynacyjnych w prowincji obok takich klasztorów jak Jinshan, Gulin w Nankinie, Jiechuang w Suzhou, Qingliang w Zhangzhou, Guangxiao w Taixian i Qixia.
Klasztor nominalnie był klasztorem chan należącym do szkoły caodong jeszcze pod koniec panowania dynastii Qing. Jak właściwie wszystkie klasztory od okresu panowania dynastii Ming, prowadził praktykę chan zmieszaną z praktyką Czystej Krainy (chiń. chanjing shuangxiu). Zwykle takie klasztory posiadały zarówno pawilon medytacji, jak i pawilon recytowania imienia Buddy. Inne, tak jak i Dinghui, prowadziły specjalną połączoną praktykę przystosowaną do jednej sali. W okresie republikańskim stał się właściwie klasztorem prowadzącym praktykę różnych szkół buddyjskich, chociaż opatami byli zawsze mistrzowie z caodong. Opat Daxu wzmocnił w klasztorze praktyki Czystej Krainy.
W ostatnich pięćdziesięciu latach panowania dynastii Qing, czyli pomiędzy 1864 a 1912, odnowiono, odbudowano i rozbudowano wiele klasztorów, między innymi i Dinghui.
W ramach współpracy Dinghui si współpracował z Jinshan si w prowadzeniu sierocińca. Klasztory opiekowały się ponad setką dzieci do 1937 r., kiedy japońska inwazja prawie całkowicie ograniczyła dochody klasztorów.
W 1937 r. klasztor został ostrzelany i częściowo zniszczony, gdy armia nacjonalistyczna wykorzystała klasztor jako punkt obronny, który blokował japońskie natarcie wzdłuż rzeki Jangcy. Klasztor był zrujnowany, a posągi buddów były poważnie uszkodzone. Dzięki zarządowi Rugao klasztor został odnowiony i odbudowany do jego pierwotnego wyglądu.
W listopadzie 1983 r. decyzją władz klasztor został otwarty dla publiczności.

## Ważniejsze obiekty klasztoru
Plan klasztoru przypomina chiński znak 回. Świątynie są zgrupowane w środku. Brama klasztoru znajduje się po północnej stronie, co w Chinach była bardzo rzadkie, gdyż zwykle główna brama znajdowała się na południu.
Głównym budynkiem klasztoru jest Daxiongbaodian, wybudowany w stylu okresu Ming. Wewnątrz znajdują się posągi Siakjamuniego, Akszobhji i Amitabhy. Po obu stronach sali znajdują się rzeźby 18 arhatów. Jest on skierowany na północ. Tak jak i pawilon biblioteki
Na południowym zachodzie klasztoru stoi 2-kondygnacyjny pawilon Huayan.
Powierzchnia klasztoru to prawie 10000 m².

## Adres klasztoru
- Dinghui si, 17 Shuguang Road, Rugao, Jiangsu, Chiny
- Dinghui si, 34 Dunghuisi Alley, Fenghuang Str., Suzhou, Jiangsu, Chiny

## Galeria

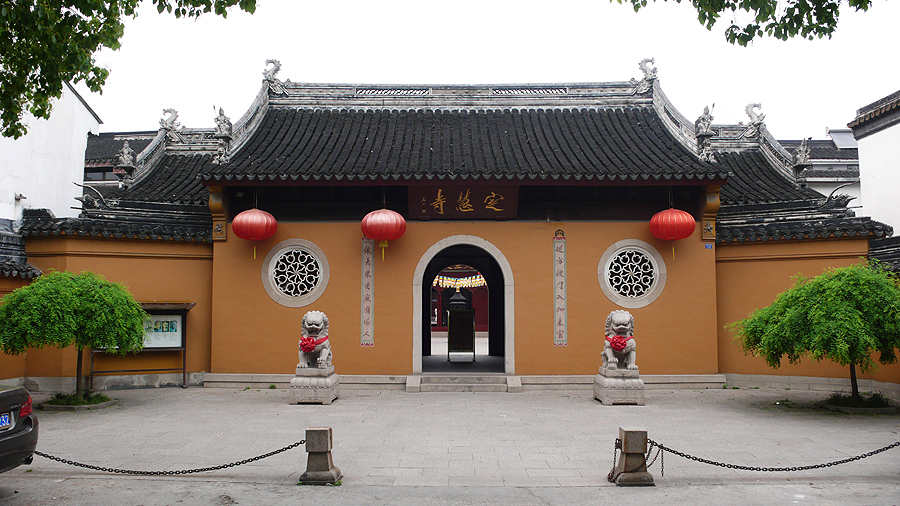
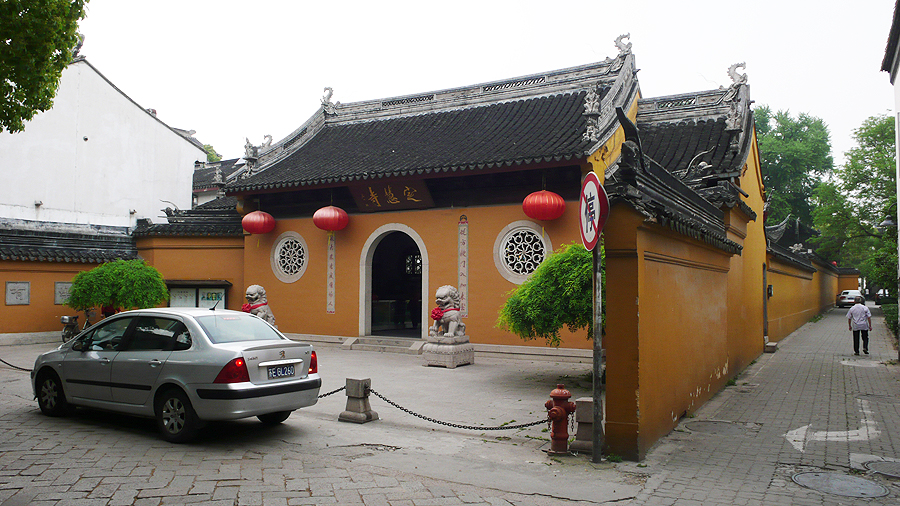